# Stèle de la donation
La stèle de la donation d'Ahmès-Néfertary est une des stèles du pharaon Ahmosis, premier souverain de la XVIIIe dynastie.
Sur le haut de la stèle, on voit Ahmosis, coiffé du Pschent, tenant par la main son fils Ahmosé-Ânkh, et suivi de son épouse, la reine Ahmès-Néfertary, la main gauche sur l'épaule droite du roi, avec le détail des grandes prérogatives politiques et religieuses de cette dernière : fille de roi, sœur du roi, grande épouse du roi, épouse divine, deuxième prophète d'Amon, etc.